# Sant'Emerenziana

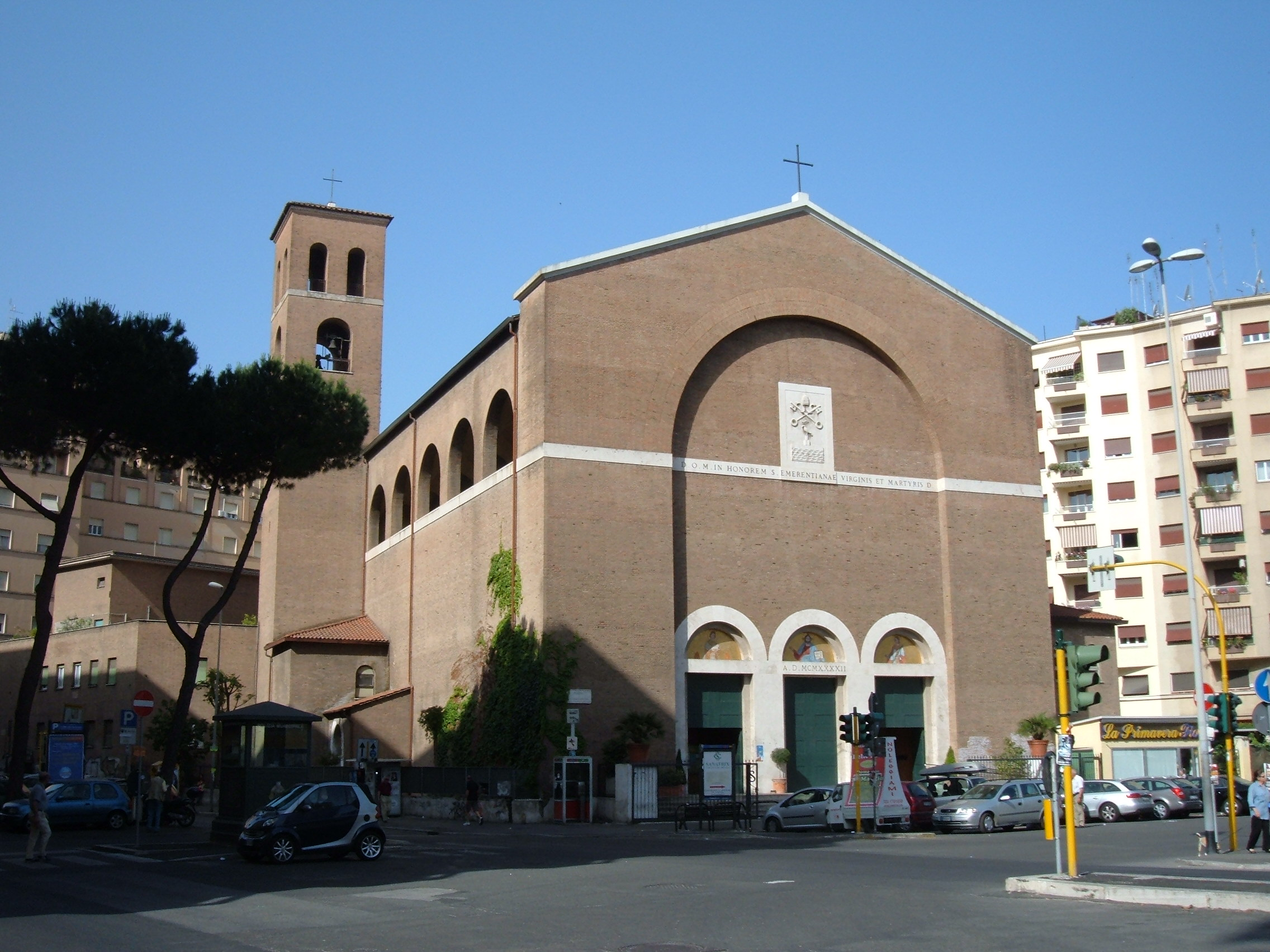
Vista da igreja.

Sant'Emerenziana é uma igreja de Roma localizada na Piazza di Sant'Emerenziana, no quartiere Trieste, na esquina com a Via Lucrino. É dedicada a Santa Emerenciana. O cardeal-presbítero protetor do título cardinalício de Santa Emerenciana em Tor Fiorenza é Jean-Pierre Kutwa, arcebispo de Abidjan, na Costa do Marfim.

## História

### Basílica antiga

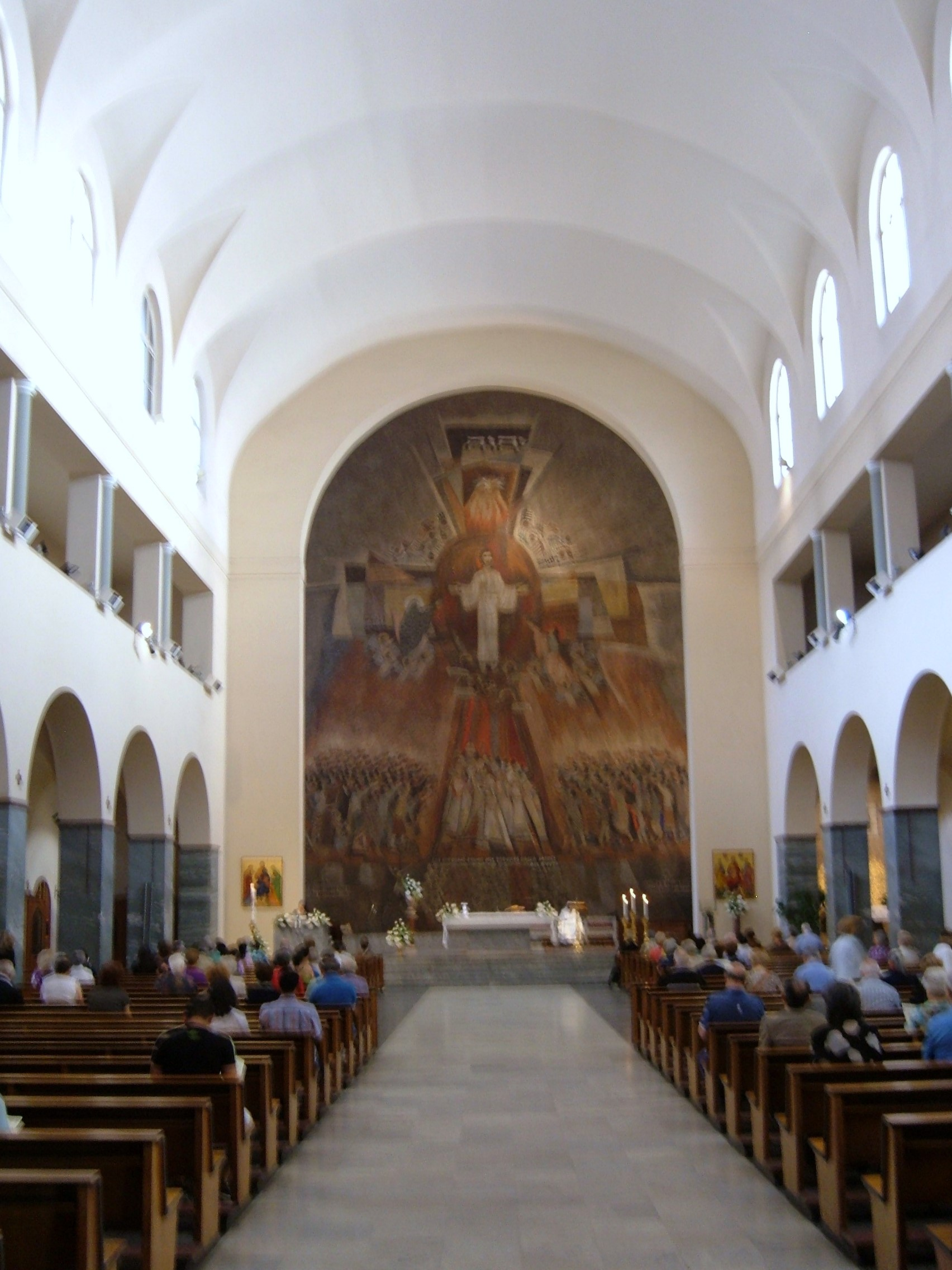
Vista do interior.

A dedicação, pouco usual, é para uma obscura virgem e mártir do século IV que aparece na história de Santa Inês. Seu túmulo ficava originalmente na Catacumba Maior (em latim: Coemeterium Maius), uma extensa catacumba na Via Nomentana um pouco mais adiante da basílica de Sant'Agnese fuori le Mura. Descrita na lenda de Santa Inês como sendo uma irmã de criação que foi apedrejada até a morte depois de ter sido encontrada rezando no túmulo de Inês, Emerenciana provavelmente era uma mártir que estava originalmente sepultada na catacumba num local referenciado como "ad Capream" no Martirológio de São Jerônimo, do final do século VI, no qual ela aparece listada juntamente com os mártires Vítor, Félix, Alexandre e Pápias.
A basílica dedicada a ela certamente ficava no local no século VII, quando ela foi citada como parte de um itinerário de peregrinação, mas ela foi destruída no século IX, quando suas relíquias foram levadas para perto das de Santa Inês em sua basílica. O local já foi objeto de algumas investigações arqueológicas, mas nada no passado recente; não há nada para ser visto acima do solo. A entrada fica na Via Asmara, 6, mas o acesso é vedado ao público.

### Igreja moderna
Esta igreja foi construída entre 1940 e 1942 por vontade do papa Pio XII com base num projeto do arquiteto Tullio Rossi e consagrada em 28 de novembro de 1942. A igreja é sede da paróquia homônima, instituída em 25 de novembro de 1942 pelo cardeal-vigário Francisco Marchetti Selvaggiani através do decreto "Ad pastoralis officii", e do título cardinalício de Santa Emerenciana em Tor Fiorenza, instituído pelo papa Paulo VI em 5 de março de 1973. 

## Descrição

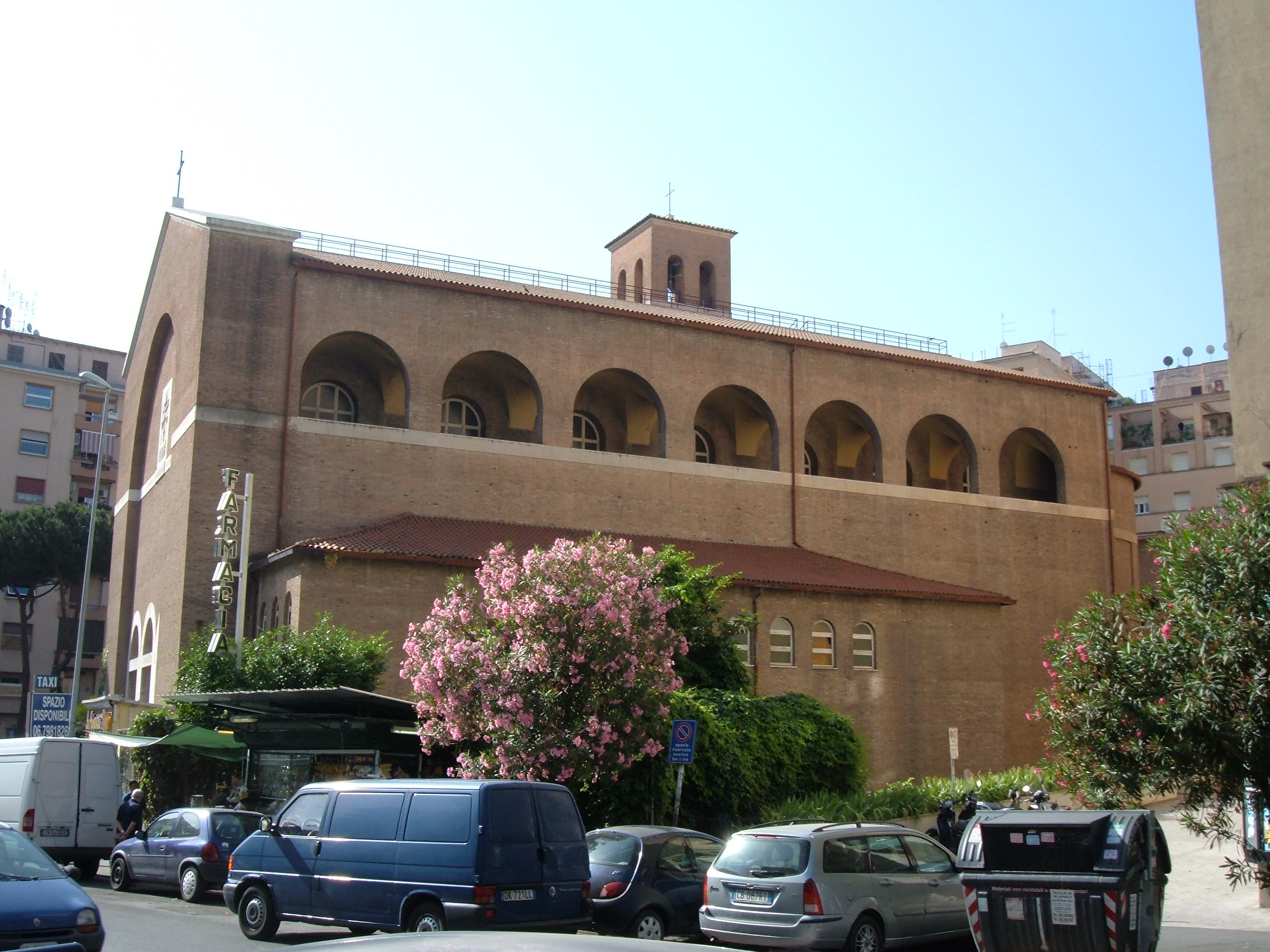
Vista lateral.

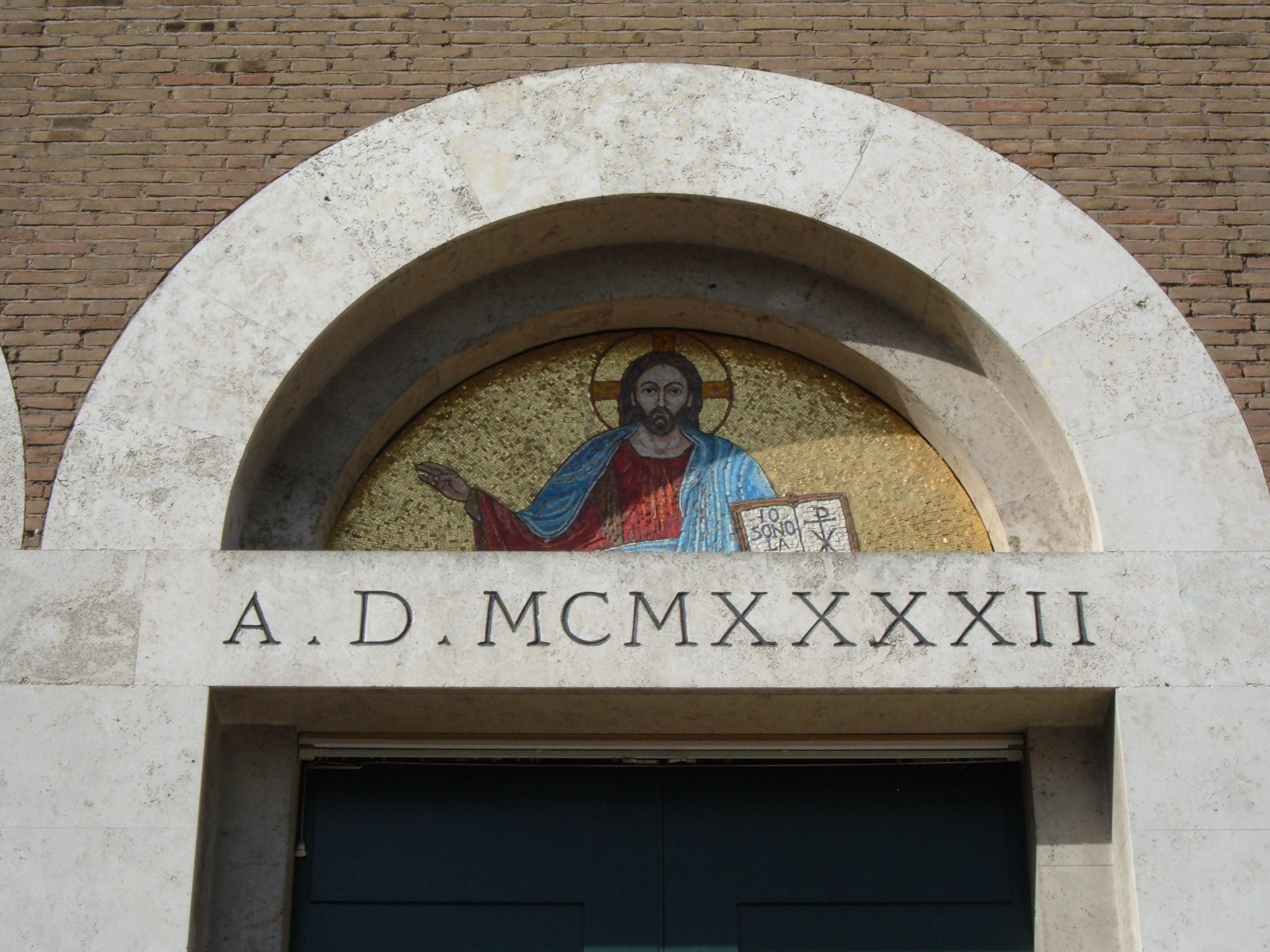
Detalhe de um dos portais.

Externamente, a igreja se apresenta como um edifício em tijolos aparentes. A fachada se abre em três portais bem próximos uns dos outros, todos envolvidos por uma cornija de mármore travertino, a mesma que divide a fachada em duas ordens. Característico é o grande arco recuado que transpassa as duas e no interior do qual está um grande brasão do papa Pio XII. Na faixa horizontal de travertino está a inscrição dedicatória: "D.O.M. in honorem S. Emerentianae virginis et martyris D.". O ano de consagração da igreja em numerais romanos ("MCMXXXXII") está esculpido sobre a porta central.
A planta da igreja é basilical, com três nave separadas por pilastras revestidas de mármore cipollino, com seis capelas laterais revestidas de mármores coloridos. Sobre as naves laterais estão matroneus encimados por grandes janelas.
A abside é dominada por um grande mosaico de 523 m2, obra do sacerdote franciscano Ugolino da Belluno (1968), chamado "Exaltação da Igreja".
| “ | ...a exaltação da Igreja, que de baixo para cima, numa tensão infinita de rostos e mãos estendidas, centra-se no Cristo transfigurado, que é a origem, a vida e a realização da Igreja. Na parte baixa, a Igreja peregrina, onde o artista identificou alguns personagens que tiveram incidência particular em sua vida pessoal ou na história contemporânea: do cardeal Traglia a Luther King. Na área central, um grupo de bispos foi inserido com seu primeiro irmão e pastor universal, Paulo VI... A figura do Cristo triunfante (com mais de quatro metros de altura) domina o centro da grande cruz viva com seus olhos sombrios, as mãos ásperas de trabalhador, os pés de um peregrino incansável: estes repousam sobre os símbolos dos quatro evangelistas... Dos lados de Cristo, a Madona com as vestes de Mãe da Igreja e a santa padroeira Emerenciana, uma e outra vidradas em Cristo, o começo e o fim de toda a santidade, enquanto, acima de Cristo, um jogo abstrato de estrelas e animais primitivos o envolve, quase um novo cântico de criaturas. | ” |
|   | — Site oficial da paróquia.. |   |

Na parede da entrada está um tríptico de Olga Biancitti que originalmente ficava na abside chamado "Santa Emerenciana em Glória".